# Поліщук Олександр Миколайович
Олекса́ндр Микола́йович Поліщу́к (1963) — заступник Міністра оборони України з 23 жовтня 2019 по 28 липня 2023 року. Генерал-майор запасу. Надзвичайний і Повноважний Посол України в Індії з 20 червня 2023 року.

## Життєпис
Розпочав військову службу 1980 року курсантом Київського вищого загальновійськового командного училища. Після його закінчення з 1984 по 2010 роки проходив службу на командних та штабних посадах у частинах і підрозділах Збройних Сил, Генеральному штабі Збройних Сил України та Міністерстві оборони України. У 1996 році закінчив Академію Збройних Сил України.
Пройшов підготовку за спеціальністю «офіцер багатонаціональних штабів» у Оборонному коледжі Нідерландів. Першим серед українських офіцерів пройшов програму стажування в Управлінні оборонної політики та планування Міжнародного секретаріату НАТО на посаді експерта з оборонного планування та розвитку оперативних можливостей військ (сил). Навчався у Королівському коледжі оборонних досліджень Великої Британії.
Досвід дипломатичної служби отримав на посаді заступника військового представника Місії України при НАТО з 2004 по 2007 рік.
З 2010 року — на посаді заступника директора Департаменту воєнної політики та стратегічного планування Міністерства оборони України. Цього ж року отримав чергове військове звання генерал-майор.
З червня 2012 по липень 2013 року — в Апараті Ради національної безпеки і оборони України на посаді державного експерта, а з квітня 2014 року по жовтень 2017 року — на посадах керівника департаменту з питань воєнної безпеки та керівника служби з питань оборони.
У 2014 році закінчив з відзнакою Національну академію державного управління при Президентові України. Магістр державного управління у сфері національної безпеки.
У 2018—2019 роках займався експертно-аналітичною роботою у недержавній організації, а також науковою роботою в Національному інституті стратегічних досліджень.
З 23 жовтня 2019 по 28 липня 2023 року — заступник Міністра оборони України. Голова Міжвідомчої комісії з політики військово-технічного співробітництва та експортного контролю (з 11 грудня 2019 року — 09 жовтня 2023 року)
Член делегації для участі у Тристоронній контактній групі (05.05.2020 — 01.09.2022), представник в робочій підгрупі з безпекових питань.
З 20 червня 2023 року — Надзвичайний і Повноважний Посол України в Індії.

## Нагороди
За значний особистий внесок у державне будівництво та вагомі трудові здобутки відзначений:
- орденом Данила Галицького[10]

## Дипломатичний ранг
- Надзвичайний і Повноважний Посланник другого класу (2024)[11]